# 골리앗꽃무지속
골리앗꽃무지속(Goliathus)은 꽃무지아과의 하위분류이다. 가장 큰 곤충 가운데 하나로, 유충의 몸무게는 80~100g까지 나가고 수컷 성충은 60~110mm에 달한다. 골리앗이라는 이름은 성경에 등장하는 거인 골리앗에서 따왔다.

## 생태
꽃무지 중에서는 드물게도 유충이 단백질이 높은 먹이를 먹는다.